# Склерокария
Склерока́рия (лат. Sclerocarya) — олиготипный род деревьев из семейства Анакардиевые родом из тропической Африки. Включает два вида.
Склерока́рия эфио́пская, или Марула (лат. Sclerocarya birrea) — одноствольное листопадное двудомное дерево с широкой кроной семейства Анакардиевые, происходящее из лесистых районов Южной и Западной Африки, с широкой разворачивающейся кроной и серой испещрённой корой, достигающее в высоту 18 м. Распространение этого растения в Африке следовало за миграциями племён банту, так как его плоды испокон веков были важной частью их питательного рациона. Зрелые плоды имеют тонкую жёлтую кожицу и белую мякоть, богатую витамином C (его в маруле содержится в 8 раз больше, чем в апельсине). Мякоть сочная и терпкая, имеет сильный запах скипидара. Она съедобна в свежем виде, также может быть использована для приготовления соков, желе и алкогольных напитков (например, ликёра Amarula). Ядра семян, богатые белками и жирами, употребляются в пищу, а также служат сырьём для получения масла. Могут плодоносить до двух раз в год перед сезонами дождей март-апрель, сентябрь-октябрь.

## Классификация

### Таксономия[1]
Sclerocarya Hochst., Flora 27(Bes. Beil.): 1 (1844).

Род Склерокария относится к семейству Анакардиевые (Anacardiaceae) порядка Сапиндоцветные (Sapindales).

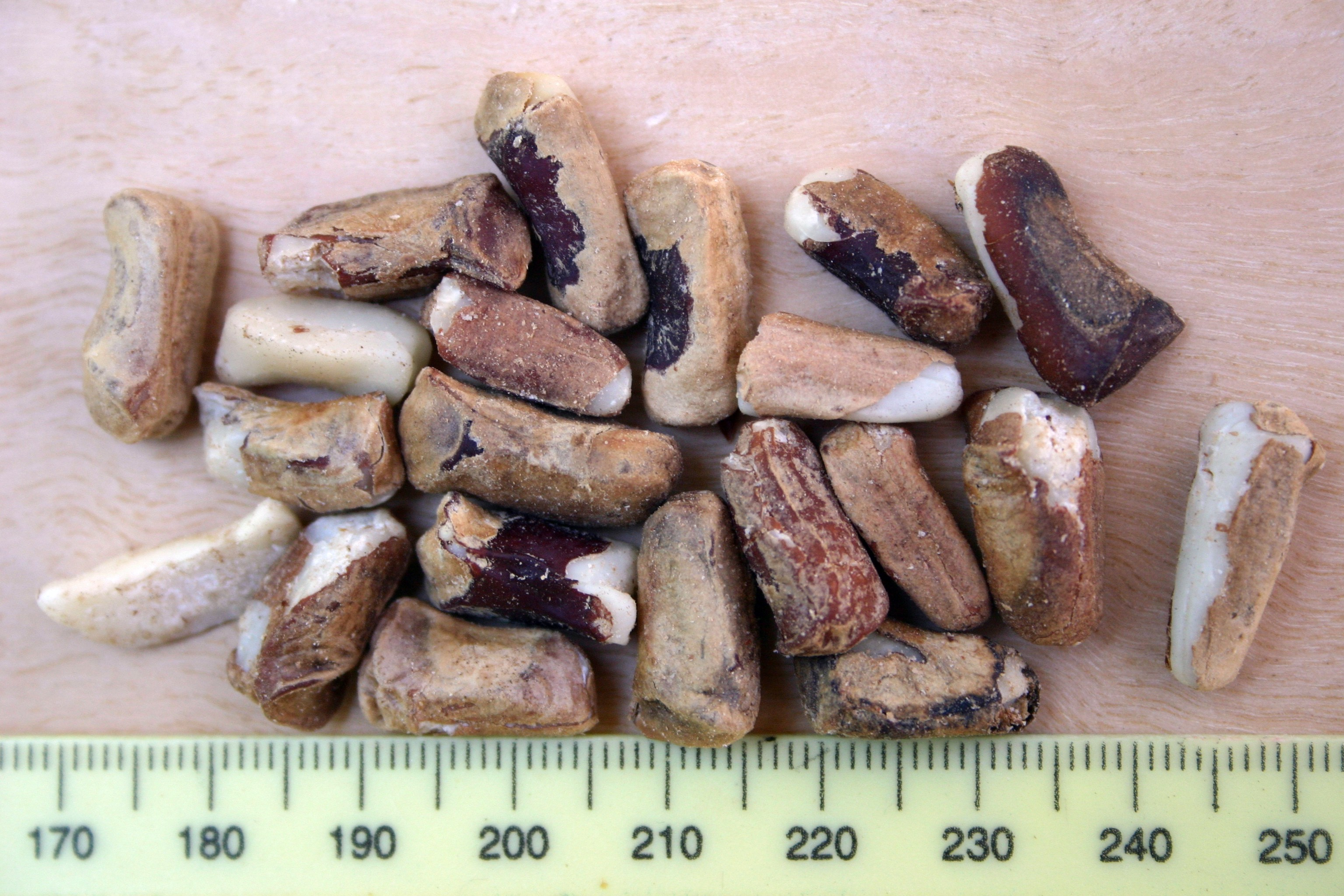
Семена Марулы

### Виды
- Sclerocarya birrea (A.Rich.) Hochst. — Склерокария эфиопская
- Sclerocarya gillettii Kokwaro